# Anemone filisecta
Anemone filisecta là một loài thực vật có hoa trong họ Mao lương. Loài này được C.Y.Wu & W.T.Wang mô tả khoa học đầu tiên năm 1974.